# Glycinde capensis
Glycinde capensis är en ringmaskart som beskrevs av Francis Day 1960. Glycinde capensis ingår i släktet Glycinde och familjen Goniadidae. Inga underarter finns listade i Catalogue of Life.